# إليزابيث بيرسون
إليزابيث بيرسون (بالسويدية: Elisabeth Persson)‏ هي لاعبة كرلنغ سويدية، ولدت في 21 يناير 1964 في أوميو في السويد.

## وصلات خارجية
- إليزابيث بيرسون على موقع الاتحاد الدولي للكرلنغ (الإنجليزية)
- إليزابيث بيرسون على موقع اللجنة الأولمبية الدولية (الإنجليزية)
- إليزابيث بيرسون على موقع أوليمبيديا (الإنجليزية)
- إليزابيث بيرسون على موقع اللجنة الأولمبية السويدية (السويدية)